# Al-Ajjala

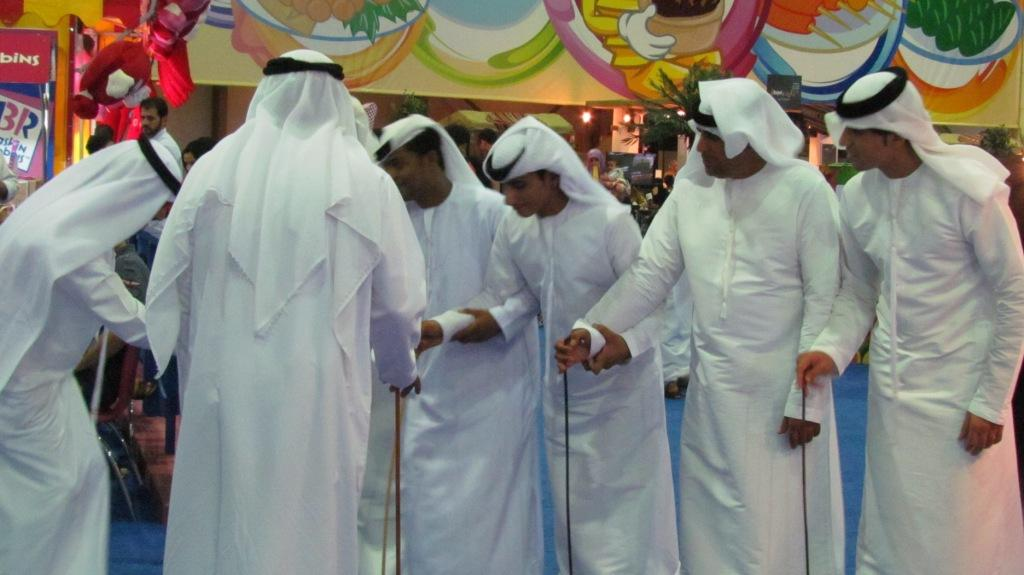
Al-ajjala, 2011

Al-Ajjala (arab. العيالة, al-ʿayyāla) – tradycyjny taniec ludowy pozorujący sceny walki z terenów północno-zachodniego Omanu i Zjednoczonych Emiratów Arabskich, wykonywany przez tancerzy ustawionych w dwóch rzędach twarzami do siebie, przy akompaniamencie bębnów i recytacji poezji. Uważany za narodowy taniec Zjednoczonych Emiratów Arabskich.
W 2014 roku taniec został wpisany na listę niematerialnego dziedzictwa UNESCO.

## Nazwa
Arabska nazwa tańca ʿayyāla pochodzi od słowa ʿāla – czasu przeszłego czasownika yaʿīl – „atakować”.  

## Opis

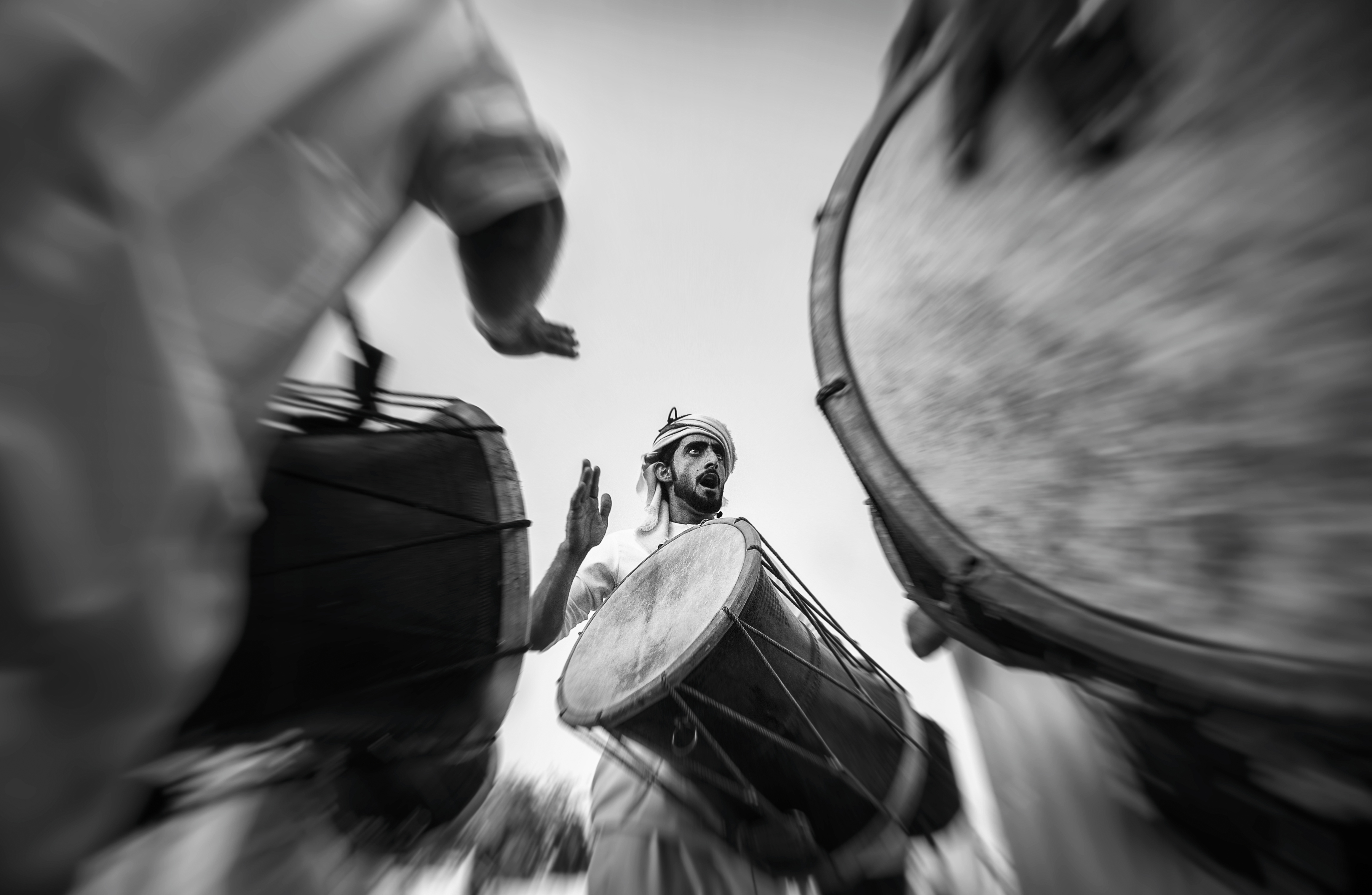
Muzycy towarzyszący tańcowi Al-Ajjala

Dwudziestu tancerzy, wyłącznie mężczyzn, uzbrojonych w bambusowe kije – symbolizujące lance lub miecze, staje w dwóch rzędach naprzeciwko siebie. W Zjednoczonych Emiratach Arabskich tancerze stoją blisko siebie, obejmując się w pasie. 
Pomiędzy rzędami chodzą muzycy grający na małych i dużych bębnach, tamburynach i mosiężnych cymbałach. Muzycy prowadzeni są przez głównego bębniarza, wygrywającego rytm zachęcający do walki na zawieszonym na szyi bębnie kasir.     
Tancerze zaczynają tańczyć na znak głównego bębniarza, wykonują ruchy głowami i wymachują kijami, pozorując sceny walki, w rytm gry na bębnach, śpiewając i recytując poetyckie pieśni. 
Melodia składa się z nieregularnie powtarzających się siedmiu tonów, a tematy poetyckich pieśni są dobierane stosownie do okazji. Wokół nich chodzą inni tancerze z mieczami i strzelbami, od czasu do czasu podrzucając je do góry. 
Muzycy gromadzą się przed jednym rzędem, a mężczyźni z bronią przed drugim, symbolizującym najeźdźców. W końcu tancerze symbolizujący najeźdźców, skłaniają głowy w geście poddania, co wywołuje falę entuzjazmu – zwycięskich okrzyków, wymachiwania mieczami i wystrzałów z broni.      
W Zjednoczonych Emiratach Arabskich pośrodku stoją młode kobiety – a-na’aszat, poruszając się z gracją i potrząsając włosami, przypominając o obowiązku ochrony kobiet. 
Taniec wykonywany jest podczas rozmaitych uroczystości, rodzinnych i państwowych. Jako taniec symbolizujący walkę i zwycięstwo, al-ajjala wykonywana jest podczas meczów piłkarskich drużyny narodowej Zjednoczonych Emiratów Arabskich – po strzeleniu gola oraz po wygranym meczu.  
Z uwagi na popularność, uważany jest za narodowy taniec Zjednoczonych Emiratów Arabskich.
W 2014 roku taniec został wpisany na listę niematerialnego dziedzictwa UNESCO.